# Ischioloncha strandiella
Ischioloncha strandiella är en skalbaggsart som beskrevs av Stefan von Breuning 1942. Ischioloncha strandiella ingår i släktet Ischioloncha och familjen långhorningar. Inga underarter finns listade i Catalogue of Life.